# (1221) Amor
(1221) Amor – planetoida, protoplasta całej grupy planetoid typu Amor.

## Odkrycie
Planetoida (1221) Amor została odkryta 12 marca 1932 roku w Observatoire Royal de Belgique w Uccle przez Eugène’a Delporte. Jej nazwa pochodzi od mitologicznego Amora. Przed nadaniem nazwy planetoida nosiła oznaczenie tymczasowe (1221) 1932 EA1.

## Orbita
Jest to obiekt, który poruszając się po swojej orbicie wokół Słońca, zbliża się ku trajektorii Ziemi, jednak jej nie przecina. (1221) Amor był pierwszym odkrytym przedstawicielem planetoid tego typu. Na jedno okrążenie Słońca potrzebuje on 2 lata i 241 dni. Nachylenie jego orbity względem ekliptyki to 11,88°. Mimośród tejże orbity wynosi 0,43.

## Właściwości fizyczne
(1221) Amor ma średnicę około 1,5 km. Jego albedo wynosi 0,15, a jasność absolutna 17,7m. Średnia temperatura na jego powierzchni sięga około 198 K.